# Агота
Агота (груз. აგოთა) — село в Грузии, на территории Кедского муниципалитета Аджарии.

## География
Село находится в юго-западной части Грузии, южнее левого берега реки Акаврета (приток реки Аджарисцкали), на расстоянии приблизительно 2,5 километров к юго-востоку от посёлка городского типа Кеда, административного центра муниципалитета. Абсолютная высота — 764 метра над уровнем моря.

## Население
По результатам официальной переписи населения 2014 года в Аготе проживало 122 человека (60 мужчин и 62 женщины).
| Год  | Население, человек |
| ---- | ------------------ |
| 2002 | 187                |
| 2014 | ↘ 122              |